# Roy Miller
Roy Miller Hernández (Cartago, 1984. november 24. –) Costa Rica-i válogatott labdarúgó, jelenleg a New York Red Bulls játékosa.

## Sikerei, díjai
Rosenborg BK
- Norvég bajnok (1): 2009

New York Red Bulls
- MLS Supporters’ Shield (1): 2013

## Fordítás
Ez a szócikk részben vagy egészben  a   Roy Miller (footballer) című angol Wikipédia-szócikk fordításán alapul.  Az eredeti cikk szerkesztőit annak laptörténete sorolja fel. Ez a jelzés csupán a megfogalmazás eredetét és a szerzői jogokat jelzi, nem szolgál a cikkben szereplő információk forrásmegjelöléseként.